# فريديريك دوفور
فريديريك دوفور (بالفرنسية: Frédéric Dufour)‏ هو مجدف فرنسي، ولد في 2 فبراير 1976 في ليون في فرنسا.

## وصلات خارجية
- فريديريك دوفور على موقع الاتحاد الدولي للتجديف (الإنجليزية)
- فريديريك دوفور على موقع اللجنة الأولمبية الدولية (الإنجليزية)
- فريديريك دوفور على موقع أوليمبيديا (الإنجليزية)
- فريديريك دوفور على موقع اللجنة الأولمبية الفرنسية (مؤرشف) (الفرنسية)